# Radix (Trinidad y Tobago)
Radix es una localidad de Trinidad y Tobago, que forma parte de la región de Mayaro-Rio Claro.

## Geografía
La localidad abarca parte de la isla Trinidad y limita al norte con Mayaro, al sur con Grand Lagoon, al este con el Atlántico y Grand Lagoon y al oeste con Union Village.

## Demografía
Datos demográficos de la localidad de Radix:
| Gráfica de evolución demográfica de Radix entre 2000 y 2011 |
|                                                             |